# ایر یورپ
ایر یورپ (انگلیسی: Air Europe) شرکت هواپیمایی بریتانیایی بود، که در سال ۱۹۷۹ تأسیس شد.